# Цирк (фільм, 1928)
«Цирк» (англ. The Circus) — німа комедія 1928 року Чарлі Чапліна, який також виступив автором сценарію, продюсером, композитором та зіграв одну з головних ролей.

## Сюжет
Волоцюга (Чаплін) відвідує карнавал. Там кишеньковий злодій (Мерфі) підкидає йому гаманець, щоб врятуватися від арешту.
Волоцюгу звинувачують у крадіжці та йому доводиться тікати.
Рятуючись від погоні Волоцюга опиняється на манежі цирку прямо під час вистави. Намагаючись сховатись від поліцейського він зриває виступ фокусника, але це дуже подобається публіці.
Цирк переживає важкі часи та власник (Гарсія) бере Волоцюгу на роботу, побачивши його успіх.

## У ролях
- Чарлі Чаплін — волоцюга
- Аллан Гарсія — власник цирку
- Мірна Кеннеді — його дочка, наїзниця
- Гаррі Крокер — Рекс, канатоходець
- Джордж Девіс — фокусник
- Генрі Бергман — старий клоун
- Тайні Сендфорд — головний реквізитор
- Джон Ренд — асистент реквізитора
- Стів Мерфі — кишеньковий злодій

## Створення
Зйомки фільму виявилися дуже важкими для Чапліна.
Тривале та важке розлучення з Літою Грей призвело до затримки виробництва на вісім місяців.
Збудований для фільму великий намет цирку було зруйновано штормом ще до початку зйомок.
Після місяця зйомок виявилось що відзнятий матеріал зіпсовано.
Ще через вісім місяців значна частина реквізиту була знищена під час пожежі.

## Нагороди
На першій церемонії нагородження Оскара Чарлі Чаплін отримав спеціальну нагороду за «Різносторонність та геніальність у сценарії, акторській грі, режисурі та продюсуванні фільму „Цирк“».